# Jørgen Mogensen
 Der er flere personer med dette navn, se Jørgen Mogensen (sløjd).
Jørgen Keld Mogensen (født 16. marts 1922 i Hillerød, død 1. maj 2004) var en dansk billedhugger og tegneserie-tegner, der nok blev mest berømt for dag- og ugestriben Poeten og Lillemor, som han selv tegnede i 53 år. 
Jørgen Mogensens karriere som tegner begyndte i 1944, da han leverede sine første vittighedstegninger til musikeren og vittighedstegneren Cospers Hudibras. Sammen med Cosper tegnede Jørgen Mogensen sidenhen pantomimeserien Alfredo under deres fælles pseudonym MOCO. Alfredo blev bragt i aviser over hele jorden.
Fra 1946 blev han tilknyttet Dagbladet Politikens søndagstillæg Magasinet, hvor Poeten og Lillemor kom til verden i 1950. Denne stribe blev han ved med at tegne indtil året før sin død.
I sit arbejde med Poeten og Lillemor blev Jørgen Mogensen indtil 1989 assisteret af Mogens Dalgård og efter dennes død af Per Vadmand. 
Selv nåede Mogensen at hjælpe Rune T. Kidde med at færdiggøre sine serier På sin post og Menigmands guide til det indre marked, da Rune Kidde mistede sit syn i 1990.
Jørgen Mogensen var gift med tegneren og kunstneren Gerda Nystad. De havde tre børn.

## Striber og album af Jørgen Mogensen
- Violinvirtuosen Alfredo
- Poeten og Lillemor
- Den tossede tegner
- Roselil og hendes mor
- Esmeralda
- Lullubelle
- Brødrene Knurhår
- Vor mand i paradis
- Elvis Mælketand
- Fra det halvgamle København
- Langs Landevejen i Dianalund